# 戈薩斯
戈薩斯是非洲國家塞內加爾西部的城鎮，由法蒂克區負責管轄，距離首都達喀爾約90公里，位於久爾貝勒和考拉克之間，海拔高度21米，2007年人口11,624。

## 外部連結
14°30′00″N 16°04′00″W / 14.50000°N 16.06667°W
- MSN Map[永久]